# Brian Pettifer
Brian Pettifer, född 1 januari 1953 i Durban, Sydafrika är en brittisk skådespelare.

## Rollista i urval
- 1968 – If....
- 1973 – O Lucky Man!
- 1982 – Brittiska sjukan
- 1984 – Amadeus
- 1984 – Gulag
- 1984 – En julsaga
- 1996 – Loch Ness
- 1997 – Tom Jones (TV-serie)
- 1999 – Jeanne d'Arc
- 2000 – Glädjens hus
- 2001 – Konspirationen (TV-film)
- 2004 – Vanity Fair
- 2005 – Bleak House (TV-serie)
- 2011 – Hattie (TV-film)
- 2016 – Whisky Galore!
- 2017 – Darkest Hour